# Мхитарян, Аршак Гарменович
Армен Гарменович Мхитарян (арм. Արշակ  Մխիթարյան, 15 мая 1960, Нор Ачин) — депутат парламента Армении.

## Биография
- 1976—1981 — Армянский педагогический институт им. Х. Абовяна. Историк.
- 1981—1986 — лаборант, преподаватель общественных наук в Нор-Гехинском совхозе-техникуме им. Г. Агаджаняна Наирийского района.
- 1985—1986 — служил в советской армии.
- 1986—1988 — секретарь комитета ЛКСМ Нор-Гехинского совхоза-техникума.
- 1988—1993 — заместитель директора кооператива «Универсал-3».
- 1993—2003 — директор ООО «Ахавни» с. Нор Гехи.
- 2003—2007 — депутат парламента. Член постоянной комиссии по внешним сношениям. Член партии «Оринац Еркир».
- 12 мая 2007 — избран депутатом парламента. Член постоянной комиссии по вопросам европейской интеграции. Член партии «Процветающая Армения».